# Une équipe de choc
Une équipe de choc (Ein starkes Team) est une série télévisée policière allemande diffusée depuis le 28 mars 1994 sur ZDF.
En France, la série est diffusée depuis le 17 mars 2007 sur NT1 et en Belgique francophone sur AB4. Elle reste inédite dans les autres pays francophones.

## Synopsis
Après la réunification de l'Allemagne, Verena Berthold travaillant à la police criminelle de Berlin doit faire équipe avec Otto Garber, un policier de l'ex-Allemagne de l'Est. Ces deux flics, mal assortis résolvent avec doigté toutes les affaires. Ils sont secondés par Georg Scholz et Yücsel, un collègue de descendance turque. Humour et action sont au rendez-vous de la série.

## Distribution

### Acteurs principaux
- Maja Maranow (de) (VF : Sylvie Ferrari et Murielle Naigeon) : Verena Berthold
- Florian Martens (de) (VF : Marc Bretonnière) : Otto Garber
- Kai Lentrodt (de) : Ben Kolberg
- Arnfried Lerche (de) : Reddemann
- Leonard Lansink : Georg Scholz
- Tayfun Bademsoy (de) : Yücsel Yüzgüler
- Jaecki Schwarz : Spoutnick

 Source et légende : version française (VF) sur RS Doublage

## Épisodes
1. Double mixte (Gemischtes Doppel) (1994)
2. Sans pitié (Erbarmungslos) (1995)
3. Double complicité (Kaviar Connection) (1996)
4. Tel père, tel fils (Mörderisches Wiedersehen)
5. Match nul, un partout (Eins zu Eins)
6. Le Justicier (Mordlust) (1997)
7. Neige rouge (Roter Schnee)
8. Le Dragon rouge (Auge um Auge) (1998)
9. Jeu de bombe (Das Bombenspiel)
10. Témoin d'un meurtre (Im Visier des Mörders) (1999)
11. Le Dernier Combat (Der letzte Kampf)
12. La Vipère (Die Natter)
13. Œil brun (Braunauge)
14. Ennemi mortel (Tödliche Rache) (2000)
15. Holdup (Bankraub)
16. Vengeance mortelle (Der Todfeind)
17. Mensonges et trahison (Lug und Trug) (2001)
18. Petits et gros poissons (Kleine Fische, große Fische)
19. De trop beaux cadavres (Der schöne Tod)
20. Voleurs d'enfants (Verraten und verkauft)
21. L'Homme que je hais (Der Mann, den ich hasse) (2002)
22. Le Papillon de la mort (Träume und Lügen)
23. Rêves d'enfants (Kinderträume)
24. Les faux amis (Kollege Mörder) (2003)
25. La filière roumaine (Blutsbande)
26. La brebis galeuse (Das große Schweigen)
27. Soirée noire (Der Verdacht) (2004)
28. Visite officielle (Sicherheitsstufe 1)
29. Lebende Ziele (2005)
30. Ihr letzter Kunde
31. Sippenhaft (2006)
32. Dunkle Schatten
33. Gier
34. Zahn um Zahn
35. Stumme Wut (2007)
36. Blutige Ernte
37. Unter Wölfen
38. Hungrige Seelen (2008)
39. Freundinnen
40. Mit aller Macht
41. Die Schöne vom Beckenrand (2009)
42. Geschlechterkrieg
43. La Paloma
44. Das große Fressen
45. Dschungelkampf (2010)
46. Im Zwielicht
47. Blutsschwestern (2011)
48. Tödliches Schweigen
49. Am Abgrund
50. Gnadenlos
51. Die Gottesanbeterin (2012)
52. Eine Tote zu viel
53. Schöner Wohnen
54. Prager Frühling (2013)
55. Die Frau im roten Kleid
56. Die Frau des Freundes
57. Alte Wunden (2014)
58. Der Freitagsmann
59. Späte Rache
60. Tödliche Verführung (2015)
61. Stirb einsam!
62. Beste Freunde
63. Tödliches Vermächtnis
64. Geplatzte Träume (2016)
65. Knastelse
66. Tödliche Botschaft
67. Nathalie
68. Vergiftet (2017)
69. Tod und Liebe
70. Treibjagd
71. Gestorben wird immer
72. Wespennest
73. Familienbande
74. Preis der Schönheit (2018)
75. Tod einer Studentin
76. Tödlicher Seitensprung
77. Eiskalt (2019)
78. Erntedank
79. Tödliche Seilschaften
80. Abgetaucht (2020)
81. Parkplatz bitte sauber halten
82. Scharfe Schnitte
83. Man lebt nur zweimal (2021)
84. Gute Besserung
85. Sterben auf Probe
86. Verdammt lang her
87. Die letzte Runde (2022)
88. Abgestürzt
89. Die letzte Reise
90. Schulzeit
91. Im Namen des Volkes (2023)
92. Kurierfahrt in den Tod
93. Jemma
94. Der Tausch (2024)
95. Und vergib ihnen ihre Schuld
96. Die tote Pflegerin
97. Verzockt
98. Der tote Mörder
99. Fast perfekte Morde

## Spoutnick
Une plaisanterie de la série est depuis le début Spoutnick, un ancien collègue d'Otto. À chaque épisode, celui-ci tient un bar ou un restaurant différent. Il offre aux héros de la série du Schnaps, des remarques ironiques et conseils pour l'enquête.